# Rigtige arbejdsstillinger i huset
|  | Denne artikel er oprettet af botten Steenthbot ud fra en ekstern database. Den kan derfor have sproglige fejl eller mangler. Denne skabelon kan fjernes efter kontrol af indholdet. |

Rigtige arbejdsstillinger i huset er en dansk dokumentarfilm fra 1953 instrueret af Carl Otto Petersen og efter manuskript af Carl Otto Petersen og Poul Høncke.

## Handling
Filmen begynder ved familiens morgenbord, hvor alle indtager tilfældige stillinger. Man ser, hvordan man med små midler kan give børnene de rette siddestillinger, og hører om betydningen af den rigtige siddestilling. Vi følger fru Olsen i en del af hendes huslige arbejde, og der vises både forkerte og rigtige arbejdsstillinger ved kartoffelskrælning, opvask, madlavning, rengøring, vask m.m.
Igennem tegninger vises forskellen på dynamisk og statisk arbejde. Det giver et klart billede af, hvad kvinderne kan gøre for at undgå for megen træthed i arbejdet. Hvilepausen og afslapningens betydning fremhæves.